# André Lhote
André Lhote (ur. 5 lipca 1885 w Bordeaux, zm. 24 stycznia 1962 w Paryżu) – francuski rzeźbiarz i malarz.

## Życiorys
Naukę rzeźby w drewnie rozpoczął mając dwanaście lat, gdy ojciec oddał do przyuczenia na snycerza u miejscowego producenta mebli. W 1898 rozpoczął naukę w École des Beaux-Arts w Bordeaux na Wydziale Rzeźby, po ukończeniu nauki w 1904 rozpoczął naukę rysunku. Rok później założył własną pracownię malarską. W 1907 przeniósł się do Paryża, gdzie tworzył pod wpływem Gauguina i Paula Cézanne’a, debiutował w 1910 podczas wystawy w Galerii Druet. O ile początkowe prace były tworzone w duchu fowizmu, o tyle już w 1912 dały się zauważyć w jego pracach elementy kubizmu. Nie był to typowy kubizm, ponieważ André Lhote odrzucił pełną abstrakcję na rzecz elementów klasycznego malarstwa m.in. w kwestii kompozycji tłumaczył to ciągłością tradycji. W 1912 dołączył do Section d’Or i razem z nimi wystawiał swoje prace. Po wybuchu I wojny światowej został zmobilizowany do wojska, do rezerwy przeszedł w 1917 i stał się jednym z kubistów, którzy należeli do kręgu twórców wystawiających swoje prace w Galerii Léonce Rosenberg. W 1918 należał do grona współzałożycieli „Nouvelle Revue Francaise”, czasopisma o sztuce, gdzie zamieszczał swoje felietony o historii sztuki. Od 1918 do 1920 André Lhote był nauczycielem w Académie Notre-Dame des Champs, a następnie został wykładowcą w Académie de la Grande Chaumière i równolegle w swojej własnej szkole Rue d’Odessa, która od 1922 działała w paryskiej dzielnicy Montparnasse. Do grona jego uczniów należeli William Klein, Tamara Łempicka, Bertrand Dorny, Marcelle Rivier, Henri Cartier-Bresson, Dario Villalba i Robert Wehrlin. Od lat 30. wykładał gościnnie w Belgii, Wielkiej Brytanii i we Włoszech, a po 1950 także w Egipcie i Brazylii. W 1955 za całokształt twórczości otrzymał Grand Prix National de Peinture, a UNESCO powołało artystę na prezesa Międzynarodowego Stowarzyszenia Malarzy, Grawerów i Rzeźbiarzy.